# Cismar
Cismar er en mindre bebyggelse i det nordlige Tyskland, beliggende i kommunen (Gemeinde) Grömitz i Kreis Ostholstein i Slesvig-Holsten. Bebyggelsen er især kendt for Cismars kloster, et tidligere Benediktinerkloster som opførtes i 1200- og 1300-tallet. Cismar har omkring 800 indbyggere.

## Historie
Cismars historie går tilbage til Cicimeresthorp som var stedet hvortil Beniktinermunke fra Lübeck blev udvist i 1231 på grund af "utugtigt levned". Cicimeresthorp lå længst inde i en øde Østersøbugt. Her opførte munkene efter 1245 et stort kloster, som udvidedes flere gange. Omkring år 1260 indviedes klosterkirken og cirka 1330 var hele anlægget færdigbygget. I middelalderen oplevede klosteret sin kulturelle og økonomiske blomstringstid. Klosteret rådede over et stort bibliotek og store landbrugsområder med 25 byer, syv vindmøller og en havn. Klosteret blev nedlagt i 1561 i forbindelse med reformationen og kunstskattene spredtes. I dag er klosteranlægget delvis bevaret og et kulturcentrum, som ejes og forvaltes af forbundslandet Slesvig-Holsten.
- Cismars kloster (kor)
- Naturens hus
- Hvide hus
- Gamle apotek